# Fluweelwever
De fluweelwever (Ploceus nigerrimus) is een zangvogel uit de familie Ploceidae (wevers en verwanten). De vogel werd in 1819 door  Louis Pierre Vieillot geldig beschreven.

## Kenmerken
De vogel is 15 tot 17 cm lag. Er is groot verschil tussen de seksen. Het mannetje is geheel zwart. Het vrouwtje is overwegend groen geel, van onder lichtgeel van boven donkerder, groengeel gestreept.

## Verspreiding en leefgebied
De soort komt voor van zuidoostelijk Nigeria tot zuidelijk Soedan, Oeganda, westelijk Kenia, westelijk Tanzania, zuidelijk Congo-Kinshasa en Angola. De leefgebieden liggen in diverse typen tropisch bos, waaronder zowel droog als vochtig bos als wel bossavanne.